# Damias choiseuli
Damias choiseuli är en fjärilsart som beskrevs av Jordan 1904. Damias choiseuli ingår i släktet Damias och familjen björnspinnare. Inga underarter finns listade i Catalogue of Life.